# アンリ・ルモワンヌ
アンリ・ルモワンヌ（Henry Lemoine, 1786年10月21日 - 1854年5月18日）は、フランスのピアノ教師、音楽出版者、作曲家。

## 生涯
ルモワンヌはパリに生まれた。彼は当時のパリで成功していたピアノ教師であるアントニーン・レイハに師事した。
ルモワンヌは1816年に父のアントワーヌ・マルセル・ルモワンヌの音楽出版業を継いだ。これは彼の父が1772年に起こした会社であり、今日でもEditions Henry Lemoineという社名で活動している。かつてルモワンヌはショパン作品の出版を手掛けていた。1844年にベルリオーズの著作『管弦楽法』を世に出したのもルモワンヌである。彼はフェルディナンド・カルッリと協力してアドルフ・ダンハウザーが著したソルフェージュの教科書『Solfège des Solfèges』を出版し、この本は現在まで版を重ねている。ルモワンヌは1850年に視力を失い、会社の経営を息子のアシル・ルモワンヌ（Achille-）に譲った。
ルモワンヌは作曲家として教育的作品を多数作曲した。『Études infantines』などがそれにあたり、膨大な数のピアノ曲集は『Bagatelles』や『Recreations Musicales』と題されている。一般的に彼の音楽作品が重要視されることはないながらも、彼の著したピアノ奏法や和声学の教本にはいまだに学習者が大きな関心を寄せている。彼の『Méthode et des études de piano』は今日でも使用されている。

## 主要作品
- Gandolf on rosebush
- Study in A minor
- Estudios infantiles para piano （1866年）
- Solfeo de los solfeos
- Etudes enfantines
- Solfège des solfèges
- Études enfantines pour piano
- Il Turco in Italia
- Jean de Paris